# Schweikhard von Helfenstein

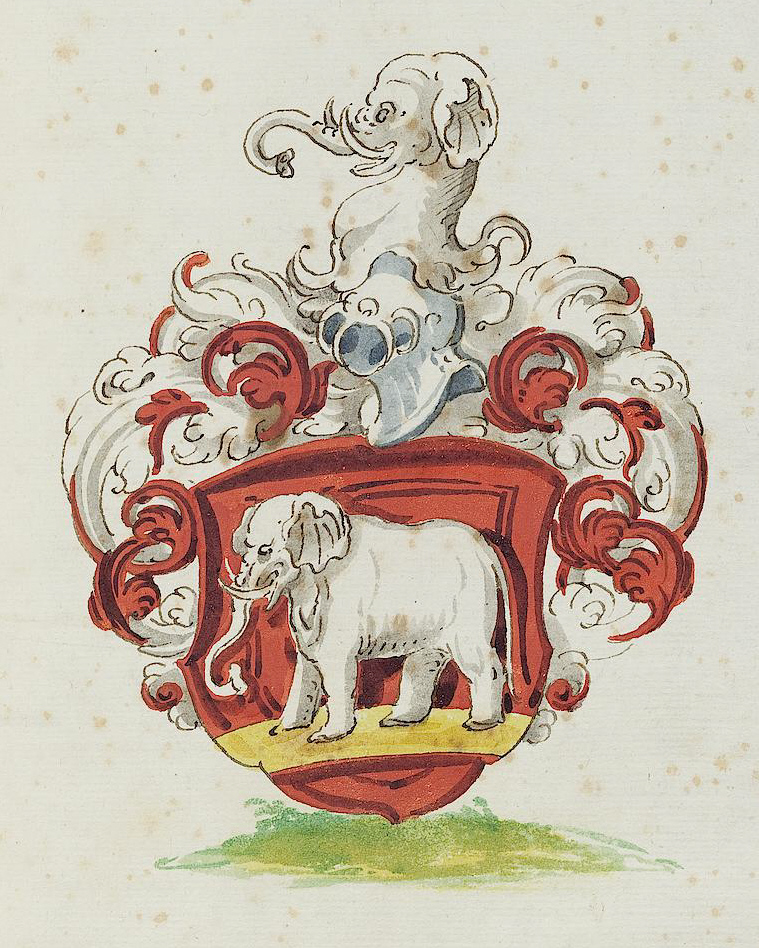
Wappen der Adelsfamilie von Helfenstein

Schweikhard von Helfenstein (* 26. Juni 1539 auf Schloss Neufra, heute zu Riedlingen; † 23. Oktober 1599 in Landsberg am Lech, auch bekannt als: Schwickart von Helfenstein) war ein Graf, herzoglich bayerischer Pfleger, Präsident des Reichskammergerichtes zu Speyer und kaiserlicher Statthalter von Tirol.

## Herkunft
Er entstammte dem schwäbischen Adelsgeschlecht der Grafen von Helfenstein und war der Sohn von Graf Georg II. von Helfenstein und Freiherr von und zu Gundelfingen (1518–1573) sowie dessen erster Gattin Marie de Bonnard, Dame de Gomignies (Maria von Borwart und Momignies) (1520–1565), Tochter von Klaudius von Borwart (Claude de Bonnard et de Gomignies) und der Johanna von der Marck. Marie erbte Momignies sowie die Herrschaft Gundelfingen mit Hayingen und Neufra (Riedlingen).
Der Vater Graf Georg II. bekleidete den Rang eines kaiserlichen Oberst und amtierte als Präsident des Reichskammergerichts, sowie ab 1553 als Oberster Landvogt im Elsass und 1557–70 als Tiroler Statthalter zu Innsbruck. In zweiter Ehe heiratete dieser Apollonia von Zimmern (1547–1604), Erbin der Herrschaft Meßkirch und der Burgen Wildenstein und Falkenstein, Tochter des Froben Christoph von Zimmern, Verfasser der Zimmerischen Chronik.

## Leben und Wirken

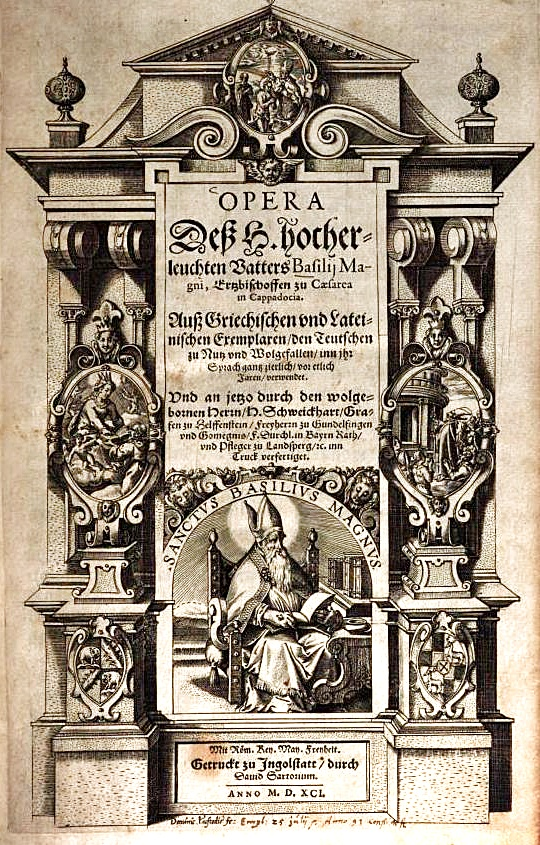
Titelblatt der „Werke des Hl. Basilius“ von Schweikhard von Helfenstein, 1591

1565 vom Protestantismus zur Katholischen Kirche konvertiert, trat Schweikhard von Helfenstein in die Fußstapfen seines Vaters. Er wirkte 1562–1564 als Präsident des Reichskammergerichtes, 1571 bis 1575 als kaiserlicher Statthalter von Tirol, sowie 1574–1599 als bayerischer Rat und Pfleger zu Landsberg. Außerdem trug er durch Vererbung den Titel eines Freiherrn von Gundelfingen.
Graf von Helfenstein war sehr bibliophil und besaß eine große, wertvolle Büchersammlung. Außerdem betätigte er sich selbst schriftstellerisch bzw. publizistisch und erlangte für die deutsche Literatur Bedeutung, indem er den aus einem indischen Stoff gedichteten, zum Christentum hinführenden Roman „Barlaam und Josaphat“ aus dem Lateinischen verdeutschte, wodurch 1603 der deutsche Erstdruck erfolgte. Ebenso publizierte Helfenstein 1591 die Werke des Hl. Basilius in deutscher Übersetzung.
Der Graf war ein Aktivist und Förderer der Katholischen Reform und arbeitete eng mit den Jesuiten zusammen. Auf sein Betreiben hin ließ sich der Orden in Landsberg am Lech nieder. Im Zusammenwirken mit Herzog Albrecht V. von Bayern gründete Helfenstein 1575 das dortige Jesuitenkolleg mit der zugehörigen Heilig-Kreuz-Kirche und legte 1576 selbst den Grundstein dazu. 1578, bei der Eröffnung, war auch der Hl. Petrus Canisius anwesend, der zu seinem Freundeskreis zählte.
Als ehemaliger Präsident des Reichskammergerichtes zu Speyer wusste Helfenstein, dass der inzwischen verstorbene Graf Anton von Salm, einer seiner Vorgänger beim Kammergericht und letzter Abt des aufgehobenen Klosters Hornbach, 1558, von dort, die heimatlos gewordenen Reliquien des Hl. Pirminius zu ihrem Schutz in die Stadt verbracht hatte. Um die Verehrung des Heiligen zu reaktivieren und seinem Leib eine würdige Ruhestätte zu verschaffen, überführte Schweikhard von Helfenstein die Gebeine 1575 in seine Statthalterresidenz Innsbruck und überließ sie den Jesuiten. Dort befinden sie sich noch heute in der Innsbrucker Jesuitenkirche. An der Reliquienübertragung scheint auch Helfensteins Bekannter, St. Petrus Canisius beteiligt gewesen zu sein, der sich, wie er selbst, zuvor länger in Speyer aufhielt.
Graf Schweikhard von Helfenstein war verheiratet mit Gräfin Maria von Hohenzollern-Sigmaringen (1544–1611), Tochter des Grafen Karl I. von Hohenzollern-Sigmaringen. Ihr Bruder Karl II. von Hohenzollern-Sigmaringen hatte 1591 Elisabeth, die Witwe des 1590 wegen seiner Konversion zur Katholischen Kirche ermordeten Markgrafen Jakob III. von Baden, geheiratet.
Das Ehepaar Helfenstein hinterließ keine überlebenden Kinder, hatte die Landsberger Jesuitenniederlassung aus eigenen Mitteln finanziert und vermachte nach dem Tod sein gesamtes Vermögen dem Orden. Beide Eheleute fanden deshalb ihre letzte Ruhestätte in der Landsberger Jesuitenkirche Hl. Kreuz und die Patres errichteten ihnen dort 1602 ein repräsentatives Renaissance-Grabmal, das nach dem Neubau der heutigen Rokoko-Kirche (1752/54) in diese übertragen und an der inneren Nordwand aufgestellt wurde. In Landsberg existiert zu ihrem Andenken die Helfensteinstraße.

## Schwester
Schweikhards Schwester Johanna Barbara von Helfenstein (1550–1572) heiratete 1568 Friedrich Truchsess von Waldburg-Trauchburg (1546–1570), den Bruder des späteren Kölner Erzbischofs Gebhard I. von Waldburg, der 1582 zum Protestantismus übertrat und das Erzstift Köln als sein privates Fürstentum säkularisieren wollte.